# Timothy Galjé
Timothy Galjé (Duffel, 5 juli 2001) is een Belgisch voetballer die sinds 2020 uitkomt voor RFC Seraing. Galjé speelt op de positie van doelman.

## Clubcarrière

### Jeugd
Galjé maakte in 2016 de overstap van de jeugdopleiding van Club Brugge naar die van Standard Luik. Daar slaagde hij er niet in om door te stromen naar het eerste elftal. In juli 2020 testte hij bij Beerschot VA, maar hij slaagde er niet in om een contract te versieren bij de toenmalige promovendus in de Jupiler Pro League.

### RFC Seraing
In oktober 2020 vond hij onderdak bij RFC Seraing, waar hij trainer Emilio Ferrera nog kende van bij Standard. Seraing miste op dat moment Olivier Werner, Maxime Mignon en Damien Herman. In mei 2021 promoveerde hij met Seraing naar de Jupiler Pro League. Diezelfde maand nog ondertekende hij een contract tot 2023 bij de Luikenaars.
Op 15 september 2021 maakte Galjé zijn officiële debuut voor de club: in de bekerwedstrijd tegen KSC Lokeren-Temse (0-3-winst) kreeg hij een basisplaats van trainer Jordi Condom. Een maand later kreeg hij in de volgende ronde ook zijn kans tegen Sint-Truidense VV. Seraing dwong na een 2-2-gelijkspel verlengingen af en nam in de verlengingen de maat van de Truienaars (3-2). In de volgende ronde kwam Anderlecht uit tegen RSC Anderlecht, maar toen kreeg eerste doelman Guillaume Dietsch de voorkeur.
Op 15 januari 2022 maakte Galjé zijn debuut in de Jupiler Pro League: bij de afwezigheid van Dietsch voor de wedstrijd tegen leider Union Sint-Gillis verkoos debuterend trainer Jean-Louis Garcia Galjé boven Mignon. Galjé speelde die dag slechts één helft, want bij de rust werd de wedstrijd definitief gestaakt vanwege de dichte mist. Union stond op dat moment 0-2 voor. Galjé bleef ook drie dagen later in doel staan en incasseerde opnieuw twee tegengoals, waardoor Union uiteindelijk met 0-4 won. Bij een 0-2-stand had Galjé een strafschop van Union-aanvoerder Teddy Teuma gestopt, maar scheidsrechter Wesli De Cremer oordeelde dat de doelman te gretig van zijn lijn was gesprongen en liet de strafschop overnemen. Bij zijn tweede poging faalde Teuma niet.

## Statistieken
| Seizoen         | Club            | Land            | Competitie      | Competitie | Competitie | Beker | Beker | Supercup | Supercup | Europees | Europees | Totaal | Totaal |
| Seizoen         | Club            | Land            | Competitie      | Wed.       | Dlp.       | Wed.  | Dlp.  | Wed.     | Dlp.     | Wed.     | Dlp.     | Wed.   | Dlp.   |
| --------------- | --------------- | --------------- | --------------- | ---------- | ---------- | ----- | ----- | -------- | -------- | -------- | -------- | ------ | ------ |
| 2020/21         | RFC Seraing     | Vlag van België | Eerste klasse B | 0          | 0          | 0     | 0     | —        | —        | —        | —        | 0      | 0      |
| 2021/22         | RFC Seraing     | Vlag van België | Eerste klasse A | 1          | 0          | 2     | 0     | —        | —        | —        | —        | 3      | 0      |
| 2022/23         | RFC Seraing     | Vlag van België | Eerste klasse A | 1          | 0          | 0     | 0     | —        | —        | —        | —        | 1      | 0      |
| Carrière totaal | Carrière totaal | Carrière totaal | Carrière totaal | 2          | 0          | 2     | 0     | 0        | 0        | 0        | 0        | 4      | 0      |

Bijgewerkt op 10 oktober 2022.

## Interlandcarrière
In augustus 2021 was Galjé een van de drie doelmannen in de selectie van beloftenbondscoach Jacky Mathijssen voor de EK-kwalificatiewedstrijd tegen Turkije. Hij werd uiteindelijk wel niet opgenomen in de wedstrijdselectie. 

## Privé
- Galjé is het neefje van voormalig profvoetballer Hans Galjé.[1]